# Rio Suman
O rio Suman (em mongol:  Суман гол) é um rio da província de Arkhangay. Ele nasce do Lago Terkhiin Tsagaan e é um afluente do rio Chuluut. Sua extensão é de aproximadamente 50 km.